# Gláucio Lira Lima
Gláucio Lira Lima n. (14 de enero de 1986, Río de Janeiro, Brasil) es un futbolista brasileño. Se desempeña como mediocampista. Actualmente milita en el Botafogo-BA de Salvador de Bahía, Brasil.

## Clubes[4]
| Club             | País       | Año         |
| ---------------- | ---------- | ----------- |
| Galícia          | Brasil     | 2005 - 2006 |
| Municipal Grecia | Costa Rica | 2008        |
| IK Oddevold      | Suecia     | 2011        |
| Ypiranga-BA      | Brasil     | 2012        |
| Galícia          | Brasil     | 2013        |
| Botafogo-BA      | Brasil     | 2013        |